# Route nationale 42
Die Route nationale 42, kurz N 42 oder RN 42, ist eine französische Nationalstraße.
Sie wurde 1824 zwischen Lille und Boulogne-sur-Mer festgelegt und geht auf die Route impériale 55 zurück. Ihre Länge betrug 118 Kilometer. 1973 wurde sie zwischen einer Straßenkreuzung mit der ehemaligen Nationalstraße 344 und Lille abgestuft und 1978 über die Trasse der N 344 zur Autobahn 25 bei Bailleul geführt:
- N 42 Boulogne-sur-Mer – Kreuzung mit der N 344
- N 344 Kreuzung mit der N 42 – A25 (Anschlussstelle 11)

2006 wurde sie zwischen der Autobahn 26 und A25 abgestuft. Der Restabschnitt ist größtenteils als Schnellstraße ausgebaut und soll zur Autobahn 260 umgebaut werden.

## Streckenführung
| Position | höchste zulässige Gesamtgeschwindigkeit | Fahrbahnen | Typ                                      | Abschnitt               | Längengrad | Breitengrad |
| -------- | --------------------------------------- | ---------- | ---------------------------------------- | ----------------------- | ---------- | ----------- |
| 1        | 110                                     | 2          | Beginn der Autobahn (T) mit Kreisverkehr | A 26                    | 50.7209    | 2.1692      |
| 2        | 110                                     | 2          | Teil-Anschlußstelle                      | Lumbres                 | 50.7144    | 2.1068      |
| 3        | 110                                     | 2          | Teil-Anschlußstelle                      | Lumbres                 | 50.7042    | 2.0802      |
| 4        | 110                                     | 2          | Teil-Anschlußstelle                      | Seninghem               | 50.7072    | 2.0501      |
| 5        | 110                                     | 2          | Teil-Anschlußstelle                      | Coulomby                | 50.7118    | 2.0022      |
| 6        | 110                                     | 2          | Teil-Anschlußstelle                      | Coulomby                | 50.7140    | 1.9894      |
| 7        | 110                                     | 2          | Ende an Straße                           |                         | 50.7147    | 1.9654      |
| 8        | 110                                     | 2          | Beginn der Autobahn                      | N 42 (Longueville)      | 50.7420    | 1.8684      |
| 9        | 110                                     | 2          | Vollständige Anschlussstelle             | Colembert               | 50.7450    | 1.8534      |
| 10       | 110                                     | 2          | Vollständige Anschlussstelle             | Le Wast                 | 50.7416    | 1.8058      |
| 11       | 110                                     | 2          | Teil-Anschlußstelle                      | Bellebrune              | 50.7383    | 1.7860      |
| 12       | 110                                     | 2          | Vollständige Anschlussstelle             | Belle-et-Houfort        | 50.7367    | 1.7670      |
| 13       | 110                                     | 2          | Teil-Anschlußstelle                      | La Capelle-lès-Boulogne | 50.7322    | 1.7154      |
| 14       | 110                                     | 2          | Teil-Anschlußstelle                      | Saint-Martin-Boulogne   | 50.7337    | 1.6800      |
| 15       | 110                                     | 2          | Teil-Anschlußstelle                      | Saint-Martin-Boulogne   | 50.7304    | 1.6632      |
| 16       | 110                                     | 2          | Ende der Autobahn mit Kreisverkehr       | A 16                    | 50.7296    | 1.6489      |

## N2042
Die Route nationale 2042, kurz N 2042 oder RN 2042, war eine französische Nationalstraße und wurde ab den 1990er Jahren für mehrere Seitenäste der N 42 verwendet, die entstanden, als die N 42 aus mehreren Orten (Strazeele, Tatinghem, Seninghem und Coulomby) heraus auf Umgehungsstraßen gelegt wurde. Sie wurden alle 2006 abgestuft.